# آيت حمو بوشاون (بوشاوون)
آيت حمو بوشاون هي إحدى مشيخات المملكة المغربية، تتبع جغرافيا لإقليم فكيك وإداريًا لبوشاوون. يقدر عدد سكانها بـ 1452 نسمة حسب الإحصاء الرسمي للسكان والسكنى لسنة 2004.